# ادوارد فلین
ادوارد فلین (انگلیسی: Edward Flynn; ۲۵ اکتبر ۱۹۰۹ – ۷ فوریه ۱۹۷۶) بوکسور اهل ایالات متحده آمریکا بود.
وی در مسابقات کشوری و بین‌المللی در مجموع برندهٔ ۱ مدال طلا شده‌است.